# Belalau I
Belalau I is een bestuurslaag in het regentschap Lubuklinggau van de provincie Zuid-Sumatra, Indonesië. Belalau I telt 1201 inwoners (volkstelling 2010).